# Francisque Bouillier
Francisque-Cyrille Bouillier, född den 12 juli 1813 i Lyon, död där den 25 september 1899 i Simandres, departementet Rhône, var en fransk filosof.
Bouillier, som vid sin död var professor i filosofi vid universitetet i sin hemstad, tidigare en tid direktör för normalskolan i Paris, tillhörde den spiritualistiska skola, som Cousin grundade i Frankrike. Bland hans skrifter märks Histoire et critique du cartésianisme (1842) och Le principe vital et l'âme pensante (1862, 2 upplagor 1873). Han var från 1875 ledamot av franska institutet.